# Přední kout
Přední kout ist ein 410 Meter hoher bewaldeter Berg in Tschechien. Er liegt fünf Kilometer nordöstlich von Hustopeče in der Boleradická vrchovina, einem Ausläufer des Ždánický les und ist die höchste Erhebung der Mikroregion Hustopečsko. 

## Geographie
Umliegende Ortschaften sind Diváky, Boleradice, Horní Bojanovice, Kurdějov und Nikolčice. Gegen Osten liegt das Tal der Haraska. Südöstlich entspringt die Pradlenka, am südwestlichen Fuße der Bach Kurdějovský potok, westlich die Štinkovka und nördlich der Divácký potok.

## Besonderheiten
Der Berg befand sich an der historischen Sprachgrenze in Mähren. Das am südwestlichen Fuße gelegene Dorf Gurdau gehörte zum deutschen Sprachgebiet, alle anderen Ortschaften um den Přední kout waren tschechischsprachig. Zwischen 1938 und 1945 verlief südwestlich des Berges die Grenze zwischen dem Deutschen Reich und der "Resttschechei" bzw. dem Protektorat Böhmen und Mähren.
Auf seinem Gipfel befindet sich ein 300 Meter hoher Sendemast.
Im nordöstlichen Abhang liegt das 26,33 ha große Naturreservat Roviny, das seit 1986 geschützt ist. Das Gebiet ist mit trockenem Grasland und Buschwerk auf Kalkboden, pannonischen Eichen-Hainbuchen- und Flaumeichenwäldern und euro-sibirischen Eichen-Steppenwäldern bestanden. Auf den Roviny befindet sich eine bedeutsame Population von Orchideengewächsen. Zu den hier vorkommenden Insekten gehören der Russische Bär, der Hirschkäfer und der Große Feuerfalter.